# Deale, Maryland
Deale, Maryland (енгл. Deale) насељено је место без административног статуса у америчкој савезној држави Мериленд.

## Демографија
По попису из 2010. године број становника је 4.945, што је 149 (3,1%) становника више него 2000. године.
| Група             | 2000.         | 2010.         |
| Белци             | 4.366 (91,0%) | 4.366 (88,3%) |
| Афроамериканци    | 288 (6,0%)    | 300 (6,1%)    |
| Азијати           | 21 (0,4%)     | 38 (0,8%)     |
| Хиспаноамериканци | 51 (1,1%)     | 153 (3,1%)    |
| Укупно            | 4.796         | 4.945         |